# Апостольский нунций в Камбодже
Апостольский нунций в Королевстве Камбоджа — дипломатический представитель Святого Престола в Камбодже. Данный дипломатический пост занимает церковно-дипломатический представитель Ватикана в ранге посла. Апостольская нунциатура в Камбодже была учреждена на постоянной основе 25 марта 1994 года.
В настоящее время Апостольским нунцием в Камбодже является архиепископ Питер Брайан Уэллс, назначенный Папой Франциском 8 февраля 2023 года.

## История
Апостольская нунциатура в Камбодже была учреждена на постоянной основе 25 марта 1994 года, бреве «Ad aptius fovendas» папы римского Иоанна Павла II. Однако апостольский нунций не имеет официальной резиденции в Камбодже, в его столице Пномпене и является апостольским нунцием по совместительству, эпизодически навещая страну. Резиденцией апостольского нунция в Камбодже является Бангкок — столица Таиланда.

## Апостольские нунции в Камбодже
- Луиджи Брессан — (16 июля 1994 — 25 марта 1999 — назначен архиепископом Тренто);
- Адриано Бернардини — (24 июля 1999 — 26 апреля 2003 — назначен апостольским нунцием в Аргентине);
- Сальваторе Пеннаккьо — (20 сентября 2003 — 8 мая 2010 — назначен апостольским нунцием в Индии);
- Джованни Д’Аньелло — (22 сентября 2010 — 10 февраля 2012 — назначен апостольским нунцием в Бразилии);
- Павел Чанг Ин-нам — (4 августа 2012 — 16 июля 2022 — назначен апостольским нунцием в Нидерландах);
- Питер Брайан Уэллс — (8 февраля 2023 — по настоящее время).